# Ljetna žega
Ljetna žega (eng. Dog Days), četvrti nastavak književnog serijala "Gregov dnevnik". U ovoj knjizi, Greg doživljava niz ljetnih pustolovina.

## Radnja
Ljetni su praznici, a Greg igra videoigre u kući i ne želi ići vani. Mama želi da Greg radi nešto izvan kuće, ali Greg je prvi dio ljeta bio na bazenu kod Rowleyja i to nije ispalo baš najbolje. Na kućnom sastanku mama otkrije da obitelj nema dovoljno novca za odlazak na plažu, ali Greg se ove godine tome veselio kako bi mogao ići na Lubanjotresac. Stoga se Greg može veseliti samo dvama događajima ovog ljeta: svom rođendanu i zadnjem izdanju stripa "Mala slatkica" kojeg on i tata mrze, ali ne mogu ga prestati čitati. Iako su po pitanju toga istomišljenici, Greg i tata lome koplja oko rasporeda spavanja. Tata je jedini koji radi u obitelji pa je ljubomoran jer mora na posao dok ostali mogu odmarati po cijele dane. Za Majčin dan kupio je mami fotoaparat pa ona u posljednje vrijeme fotografira njime, osjećajući grižnju savjesti zato što je malo zapostavila obiteljski album.
Došlo je vrijeme za šišanje, pa mama vodi Grega u salon "Komadi" gdje idu ona i baka. U salonu ima televizora, tabloda i tračeva. Zbog šišanja Greg se navukao na sapunice, ali mama ga je nagovorila da pozove Rowleyja. Njih dvojica su zajedno spavali u garaži, ali ih je prestravio glas koji je bio Mannyjeva stara igračka. Nakon toga su gledali horor film o Blatnjavoj šaci koji ih je prestravio. Zbog toga je mama osnovala čitateljski klub "Čitanje je zabavno" i tjerala djecu iz susjedstva da čitaju klasike. Greg mora pročitati knjigu "Paukova mreža", ali prekidaju ga Rowley i g. Jefferson. Ispostavilo se da Greg i Rowley duguju 83 dolara golferskom klubu, a mama i g. Jefferson se slože da dječaci moraju sami zaraditi novac.
Greg i Rowley odlučili su pokrenuti V.I.P. održavanje travnjaka, ali projekt im je neslavno propao. Greg razmišlja o tvrtci za čišćenje snijega, ali je problem što novac treba sad, pa razmišlja kako zaraditi bez da išta radi. Greg razmišlja o božićnim darovima i shvaća da je ono što zbilja želi pas. Nakon svađe s Rowleyjem mama misli da je Greg usamljen pa pozove Fregleyja, ali i to propadne. Greg dobiva mnogo rođendanskih darova, ali mama zaplijeni sav novac kako bi platila račun u klubu. Dobio je i mobitel Bubamara kojem može zvati kuću i policiju. Mama se odlučila iskupiti pa je dopustila Gregu da kupi ribicu. Greg razmišlja o tome kako će biti slavan i odlučuje nacrtati strip za novine koji bi zamijenio "Malog slatkicu".
Mama odlučuje odvesti obitelj na Klizniz, ali kad dođu tamo park se zatvori zbog grmljavine i Heffleyjevi zapnu u gužvi. Gregova ribica je umrla, ali tata je nabavio obiteljskog psa i nazvao ga Dražesni, skraćeno Dragi. Dragi se ne voli buditi ujutro i najviše voli mamu, a tata voli njega. Greg odlazi na bazen i shvati da je spasioc srednjoškolka Heather Hills pa razmišlja o pokušaju zbližavanja, ali plan mu propada. Jeffersonovi odlučuju uzeti Grega sa sobom, a oni nemaju elektronske uređaje nego vrijeme provode uz razgovor i čitanje. Greg uspijeva napokon otići na Lubanjotresac, ali mu pozli pa tata dolazi po njega.
Mama nabavlja karte za bejzbolsku utakmicu, ali Greg je u strahu i zove policiju pa zakasne na stadion. Greg i Rowley odlaze na natjecanje u videoigrama, ali Greg gubi jer mu je Rowley batom slomio ruku. Greg i tata se pomire kad shvate da je novi "Mali slatkica još gori", a Greg shvaća da su praznici pri kraju listajući fotoalbum i zaključuje da su sve nevolje počele otkad je izašao iz kuće.